# Annet Katusiime Mugisha
Annet Katusiime Mugisha (nacida en 1974) es una política ugandesa que forma parte del 11º Parlamento de Uganda, en representación del distrito de Bushenyi.

## Trayectoria
Mugisha nació en 1974 en la aldea de Katunda, subcondado de Bumbaire, en el distrito de Bushenyi de Uganda. Tiene una licenciatura en orientación y asesoramiento de la  Uganda Martyrs University, una universidad católica privada en Nkozi, Uganda. En 2021 comenzó a cursar una Maestría en Administración de Empresas (MBA) en la misma universidad.

## Carrera
Mugisha trabajó anteriormente como maestra de escuela primaria y actualmente dirige una empresa de catering. Es psicóloga de profesión, consejera, inversora y predicadora. Ella y su marido Silver Mugisha, director ejecutivo y gerente de la Corporación Nacional de Agua y Alcantarillado de Uganda, fundaron una ONG llamada Bamugisha Community Welfare Ltd., cuyos objetivos son, según se informa en su página web,  aumentar el acceso a la educación, mejorar los ingresos familiares y brindar seguridad alimentaria y protección ambiental a los residentes del distrito de Bushenyi.
En su faceta política, Mugisha está afiliada al partido Movimiento de Resistencia Nacional (NRM) de Uganda. Su carrera política comenzó con las elecciones parlamentarias de 2021, en las que se impuso a Mary Karooro Okurut en las primarias del NRM y posteriormente obtuvo un escaño en las elecciones parlamentarias generales. Durante la campaña para las elecciones primarias, Mugisha fue acusada de utilizar credenciales académicas falsificadas en una petición liderada por Zeddy Gakyalo y Phillip Murwani. Mugisha negó las acusaciones, justificando las supuestas inconsistencias en sus documentos con un cambio legal de nombre de Musoga a Mugisha.